# Vladimir Dal
Vladimir Ivanovič Dal, rusky Владимир Иванович Даль (22. listopadu 1801 – 4. října 1872) byl ruský (v ukrajinském Luhansku narozený) jazykovědec a lexikograf, zakladatel Ruské geografické společnosti.

## Význam
Byl odborníkem na turkické jazyky a zakladatelem turkologie. Jeho největším dílem byl Výkladový slovník živého ruského jazyka (Толко́вый слова́рь живо́го великору́сского языка), obsahující přes 200 000 slov, který Dal publikoval v letech 1863–1866. Dal pracoval na carském ministerstvu vnitra, kde neblaze proslul posilováním antisemitských legend, zejména poté, co byl carem Mikulášem I. pověřen prošetřením pověsti o údajných židovských rituálních vraždách křesťanských dětí. Dal připravil zvláštní zprávu k carovým rukám, kde uvedl, že většina židů sice o rituálních vraždách nikdy nic neslyšela, ale že rituální vraždy páchá jistá malá chasidská sekta (chasidismus byl mystickou větví judaismu). Dalova zpráva unikla na veřejnost a byla později mnohokrát přetištěna antisemitskými sdruženími, často bez určení Dalova autorství (kolovala zejména v Kyjevě roku 1914 během procesu s Menachemem Mendelem Bejlisem obviněným z rituální vraždy). Roku 2008 byl Dal zvolen do padesátky největších Rusů historie.

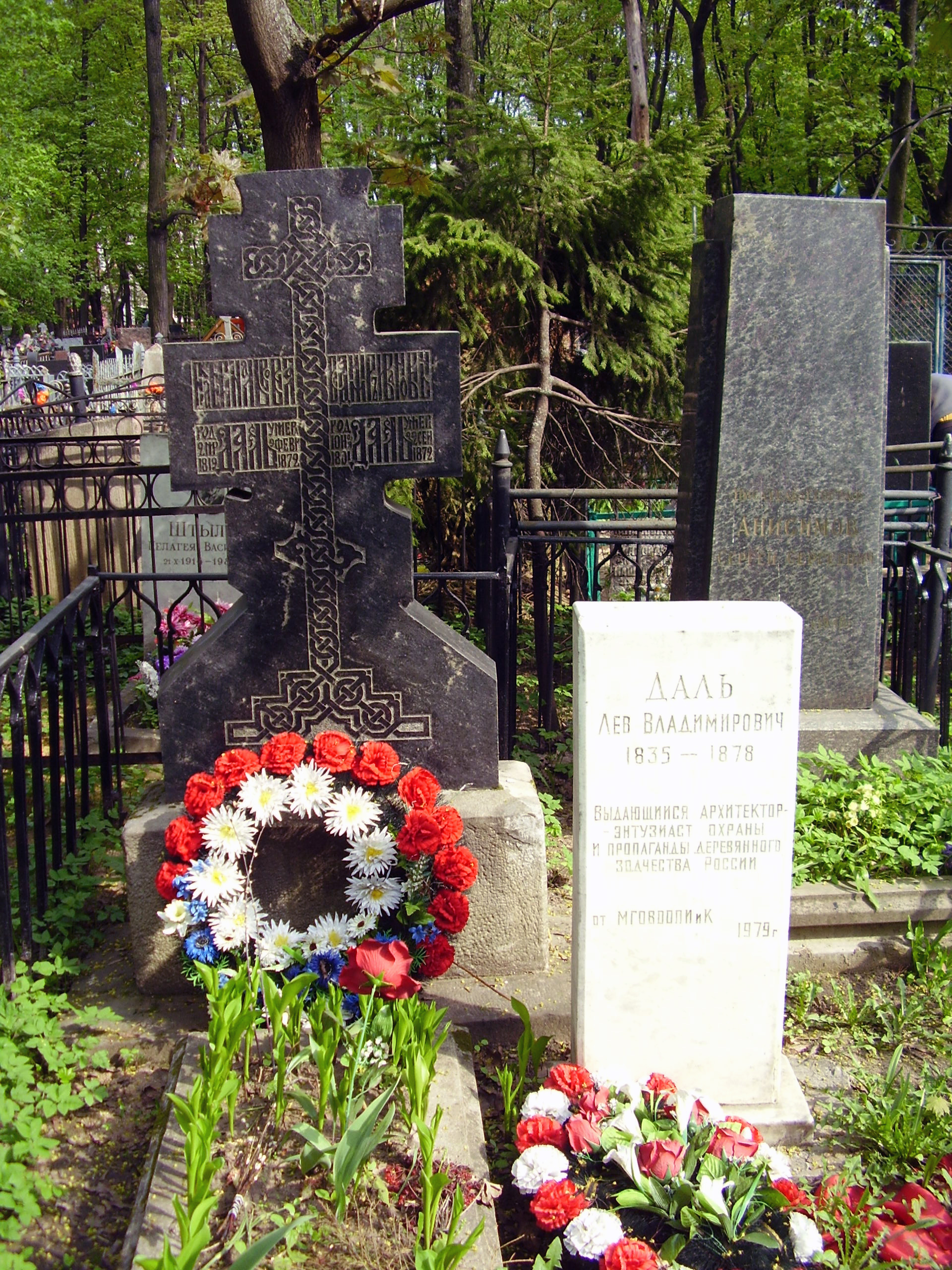
Hrob V. Dala na Vagaňkovském hřbitově